# Balaenoptera
Balaenoptera (от лат. balaena – кит и старогръцки  πτερά – перка, плавник) е род ивичести китове, съдържащ осем съществуващи вида.
Този род е познат с вкаменелости от неогена до кватернера (преди 13,65 милиона години до днес).

## Таксономия и систематика
Род Balaenoptera включва следните съществуващи видове и подвидове:
- Малък ивичест кит (Balaenoptera acutorostrata)
  - Северноатлантически малък ивичест кит (Balaenoptera acutorostrata acutorostrata)
  - Севернотихоокеански малък ивичест кит (Balaenoptera acutorostrata scammoni)
- Южен малък ивичест кит (Balaenoptera bonaerensis)
- Сейвал (Balaenoptera borealis)
  - Северен сейвал (Balaenoptera borealis borealis)
  - Южен сейвал (Balaenoptera borealis schlegelii)
- Ивичест кит на Брюде (Balaenoptera edeni)
  - Офшорен кит на Брюде (Balaenoptera brydei или Balaenoptera edeni brydei) (оспорвана таксономия)[4][5]
  - Райски кит (Balaenoptera edeni edeni)
- Син кит (Balaenoptera musculus)
  - Северен син кит (Balaenoptera musculus musculus)
  - Антарктически син кит (Balaenoptera musculus intermedia)
  - Син кит от Северния Индийски океан (Balaenoptera musculus indica)
  - Малък син кит (Balaenoptera musculus brevicauda )
- Balaenoptera omurai
- Финвал (Balaenoptera physalus)
  - Малък финвал (Balaenoptera physalus patachonica)
  - Северноатлантически финвал (Balaenoptera physalus physalus)
  - Южен финвал (Balaenoptera physalus quoyi)
  - Севернотихоокеански финвал (Balaenoptera physalus velifera)
- Balaenoptera ricei

## Външни връзки
- В Общомедия има медийни файлове относно Balaenoptera

|  | Тази страница частично или изцяло представлява превод на страницата Balaenoptera в Уикипедия на английски. Оригиналният текст, както и този превод, са защитени от Лиценза „Криейтив Комънс – Признание – Споделяне на споделеното“, а за съдържание, създадено преди юни 2009 година – от Лиценза за свободна документация на ГНУ. Прегледайте историята на редакциите на оригиналната страница, както и на преводната страница, за да видите списъка на съавторите. ВАЖНО: Този шаблон се отнася единствено до авторските права върху съдържанието на статията. Добавянето му не отменя изискването да се посочват конкретни източници на твърденията, които да бъдат благонадеждни. |